# Montaña Rusa (La Feria Chapultepec Mágico)
Montaña Rusa in La Feria Chapultepec Mágico (Mexiko-Stadt, Mexiko) war eine Holzachterbahn des Herstellers National Amusement Device Company, die 1964 eröffnet wurde. Von 2019 bis April 2022 war sie geschlossen und wurde mittlerweile abgerissen.
Sie zählte zur Kategorie der Möbius-Achterbahnen. Dabei verliefen zwei Strecken parallel zueinander, sodass zwei Züge sich ein Wettrennen lieferten. Im Gegensatz zu Racing-Achterbahnen oder Duelling-Achterbahnen, welche zwei komplett separate Strecken besitzen, ist die Strecke einer Möbiusachterbahn ein kompletter Streckenverlauf ähnlich einem Möbiusband. Ein Zug, der zum Beispiel in der linken Station startet, erreicht zum Schluss die rechte Station. Die Strecke von einer Station zur anderen beträgt rund 1219,2 m. Die gesamte Streckenlänge beträgt somit 2438,4 m. 1993 wurde die Bahn renoviert und in Serpiente de Fuego umbenannt. Da die Besucher den neuen Namen nicht mochten, wurde sie wieder in Montaña Rusa umbenannt.